# Élections législatives de 1973 dans l'Oise
Les élections législatives françaises de 1973 se déroulent les 4 et 11 mars 1973. Dans le département de l'Oise, cinq députés sont à élire dans le cadre de cinq circonscriptions.

## Élus
| Circonscription | Député sortant  | Parti | Parti | Député élu ou réélu | Parti | Parti |
| --------------- | --------------- | ----- | ----- | ------------------- | ----- | ----- |
| 1re             | Marcel Dassault |       | UDR   | Marcel Dassault     |       | UDR   |
| 2e              | Edmond Nessler  |       | UDR   | Edmond Nessler      |       | UDR   |
| 3e              | Robert Hersant  |       | CDP   | Robert Hersant      |       | CDP   |
| 4e              | René Quentier   |       | UDR   | René Quentier       |       | UDR   |
| 5e              | François Bénard |       | UDR   | François Bénard     |       | UDR   |

## Résultats

### Résultats à l'échelle du département
| Parti                                   | Parti                                   | Parti                                   | Premier tour | Premier tour | Second tour | Second tour | Sièges |
| Parti                                   | Parti                                   | Parti                                   | Voix         | %            | Voix        | %           | Sièges |
| --------------------------------------- | --------------------------------------- | --------------------------------------- | ------------ | ------------ | ----------- | ----------- | ------ |
|                                         |                                         | Parti communiste français               | 60 460       | 23,07        | 96 948      | 37,80       | 0      |
|                                         | Parti socialiste                        | 47 974                                  | 18,31        | 21 457       | 8,37        | 0           |        |
|                                         | Mouvement des radicaux de gauche        | 8 670                                   | 3,31         | Retrait      | Retrait     | 0           |        |
| Total Union de la gauche                | Total Union de la gauche                | 117 104                                 | 44,68        | 118 405      | 46,17       | 0           |        |
|                                         |                                         | Union des démocrates pour la République | 74 770       | 28,53        | 111 522     | 43,48       | 4      |
|                                         | Centre démocratie et progrès            | 23 907                                  | 9,12         | 26 534       | 10,35       | 1           |        |
| Total Union des républicains de progrès | Total Union des républicains de progrès | 98 677                                  | 37,65        | 138 056      | 53,83       | 5           |        |
|                                         |                                         | Parti radical                           | 11 920       | 4,55         |             |             | 0      |
|                                         | Divers droite (réformateur)             | 7 665                                   | 2,92         | Retrait      | Retrait     | 0           |        |
|                                         | Centre démocrate                        | 5 033                                   | 1,92         |              |             | 0           |        |
| Total Mouvement réformateur             | Total Mouvement réformateur             | 16 953                                  | 6,47         | 0            |             |             |        |
|                                         | Divers droite                           | Divers droite                           | 16 265       | 6,21         | Retrait     | Retrait     | 0      |
|                                         | Front national                          | Front national                          | 2 715        | 1,04         |             |             | 0      |
|                                         | Lutte ouvrière                          | Lutte ouvrière                          | 1 838        | 0,70         | 0           |             |        |
|                                         | Extrême droite (ARIL)                   | Extrême droite (ARIL)                   | 853          | 0,33         | 0           |             |        |
|                                         |                                         |                                         |              |              |             |             |        |
| Inscrits                                | Inscrits                                | Inscrits                                | 316 000      | 100,00       | 315 839     | 100,00      | 5      |
| Abstentions                             | Abstentions                             | Abstentions                             | 47 609       | 15,07        | 47 651      | 15,09       |        |
| Votants                                 | Votants                                 | Votants                                 | 268 391      | 84,93        | 268 188     | 84,91       |        |
| Blancs et nuls                          | Blancs et nuls                          | Blancs et nuls                          | 6 321        | 2,36         | 11 727      | 4,37        |        |
| Exprimés                                | Exprimés                                | Exprimés                                | 262 070      | 97,64        | 256 461     | 95,63       |        |
| Source : Data.gouv.fr                   |                                         |                                         |              |              |             |             |        |

### Résultats par circonscription

#### Première circonscription (Beauvais-Nord)
| Candidat           | Candidat                      | Parti                 | Premier tour | Premier tour | Second tour | Second tour |  |
| Candidat           | Candidat                      | Parti                 | Voix         | %            | Voix        | %           |  |
| ------------------ | ----------------------------- | --------------------- | ------------ | ------------ | ----------- | ----------- |  |
|                    | Marcel Dassault sortant réélu | UDR (URP)             | 24 071       | 48,30        | 27 814      | 56,45       |  |
|                    | Walter Amsallem               | PS (UGSD)             | 11 142       | 22,36        | 21 457      | 43,55       |  |
|                    | François Le Moustarder        | PCF                   | 8 736        | 17,53        | Retrait     | Retrait     |  |
|                    | Michel Lelièvre               | CD (MR)               | 5 033        | 10,10        |             |             |  |
|                    | Achille Lemaire               | Extrême droite (ARIL) | 853          | 1,71         |             |             |  |
|                    |                               |                       |              |              |             |             |  |
| Inscrits           | Inscrits                      | Inscrits              | 58 510       | 100,00       | 58 459      | 100,00      |  |
| Abstentions        | Abstentions                   | Abstentions           | 7 563        | 12,93        | 7 802       | 13,35       |  |
| Votants            | Votants                       | Votants               | 50 947       | 87,07        | 50 657      | 86,65       |  |
| Blancs et nuls     | Blancs et nuls                | Blancs et nuls        | 1 112        | 2,18         | 1 386       | 2,74        |  |
| Exprimés           | Exprimés                      | Exprimés              | 49 835       | 97,82        | 49 271      | 97,26       |  |
| Source : Data.gouv |                               |                       |              |              |             |             |  |

#### Deuxième circonscription (Compiègne)
| Candidat       | Candidat                     | Parti          | Premier tour | Premier tour | Second tour | Second tour |  |
| Candidat       | Candidat                     | Parti          | Voix         | %            | Voix        | %           |  |
| -------------- | ---------------------------- | -------------- | ------------ | ------------ | ----------- | ----------- |  |
|                | Edmond Nessler sortant réélu | UDR (URP)      | 13 187       | 26,01        | 26 379      | 53,73       |  |
|                | Jean-François Lapraye        | PCF            | 10 564       | 20,84        | 22 721      | 46,27       |  |
|                | Roland Florian               | PS (UGSD)      | 10 030       | 19,78        | Retrait     | Retrait     |  |
|                | Pierre Barrette              | Divers droite  | 9 028        | 17,80        | Retrait     | Retrait     |  |
|                | Gilbert Legendre             | Rad (MR)       | 4 975        | 9,81         |             |             |  |
|                | Gisèle Remteaux              | Divers droite  | 1 397        | 2,75         |             |             |  |
|                | André Pauquet                | Divers droite  | 1 157        | 2,28         |             |             |  |
|                | Yves-Marie Dusanter          | Divers droite  | 359          | 0,70         |             |             |  |
|                |                              |                |              |              |             |             |  |
| Inscrits       | Inscrits                     | Inscrits       | 62 573       | 100,00       | 62 549      | 100,00      |  |
| Abstentions    | Abstentions                  | Abstentions    | 10 519       | 16,81        | 10 487      | 16,77       |  |
| Votants        | Votants                      | Votants        | 52 054       | 83,19        | 52 062      | 83,23       |  |
| Blancs et nuls | Blancs et nuls               | Blancs et nuls | 1 357        | 2,61         | 2 962       | 5,69        |  |
| Exprimés       | Exprimés                     | Exprimés       | 50 697       | 97,39        | 49 100      | 94,31       |  |

#### Troisième circonscription (Clermont)
| Candidat                       | Candidat                     | Parti          | Premier tour | Premier tour | Second tour | Second tour |  |
| Candidat                       | Candidat                     | Parti          | Voix         | %            | Voix        | %           |  |
| ------------------------------ | ---------------------------- | -------------- | ------------ | ------------ | ----------- | ----------- |  |
|                                | Robert Hersant sortant réélu | CDP (URP)      | 23 907       | 47,99        | 26 534      | 53,80       |  |
|                                | Raymond Maillet              | PCF            | 12 911       | 25,92        | 22 786      | 46,20       |  |
|                                | Marcel Ville                 | PS (UGSD)      | 11 340       | 22,76        | Retrait     | Retrait     |  |
|                                | Jean Le Hir                  | FN             | 1 659        | 3,33         |             |             |  |
|                                |                              |                |              |              |             |             |  |
| Inscrits                       | Inscrits                     | Inscrits       | 59 528       | 100,00       | 59 530      | 100,00      |  |
| Abstentions                    | Abstentions                  | Abstentions    | 8 294        | 13,93        | 8 206       | 13,78       |  |
| Votants                        | Votants                      | Votants        | 51 234       | 86,07        | 51 324      | 86,22       |  |
| Blancs et nuls                 | Blancs et nuls               | Blancs et nuls | 1 417        | 2,77         | 2 004       | 3,9         |  |
| Exprimés                       | Exprimés                     | Exprimés       | 49 817       | 97,23        | 49 320      | 96,1        |  |
| Source : Le Monde et data.gouv |                              |                |              |              |             |             |  |

#### Quatrième circonscription (Senlis)
| Candidat       | Candidat                    | Parti          | Premier tour | Premier tour | Second tour | Second tour |  |
| Candidat       | Candidat                    | Parti          | Voix         | %            | Voix        | %           |  |
| -------------- | --------------------------- | -------------- | ------------ | ------------ | ----------- | ----------- |  |
|                | René Quentier sortant réélu | UDR (URP)      | 19 515       | 29,24        | 33 235      | 50,95       |  |
|                | Maurice Bambier             | PCF            | 17 608       | 26,38        | 31 996      | 49,05       |  |
|                | Jean Anciant                | PS (UGSD)      | 15 462       | 23,16        | Retrait     | Retrait     |  |
|                | Toussaint Graziani          | Rad (MR)       | 6 945        | 10,40        |             |             |  |
|                | Michel Goemare              | Divers droite  | 2 750        | 5,59         |             |             |  |
|                | Michel Petit                | LO             | 1 838        | 2,75         |             |             |  |
|                | Marc Isbert                 | Divers droite  | 1 574        | 3,20         |             |             |  |
|                | Jacques Cazier              | FN             | 1 056        | 1,58         |             |             |  |
|                |                             |                |              |              |             |             |  |
| Inscrits       | Inscrits                    | Inscrits       | 81 708       | 100,00       | 81 650      | 100,00      |  |
| Abstentions    | Abstentions                 | Abstentions    | 13 549       | 16,58        | 13 230      | 16,2        |  |
| Votants        | Votants                     | Votants        | 68 159       | 83,42        | 68 420      | 83,8        |  |
| Blancs et nuls | Blancs et nuls              | Blancs et nuls | 1 411        | 2,07         | 3 189       | 4,66        |  |
| Exprimés       | Exprimés                    | Exprimés       | 66 748       | 97,93        | 65 231      | 95,34       |  |

#### Cinquième circonscription (Beauvais-Sud)
| Candidat       | Candidat                      | Parti              | Premier tour | Premier tour | Second tour | Second tour |  |
| Candidat       | Candidat                      | Parti              | Voix         | %            | Voix        | %           |  |
| -------------- | ----------------------------- | ------------------ | ------------ | ------------ | ----------- | ----------- |  |
|                | François Bénard sortant réélu | UDR (URP)          | 17 997       | 40,02        | 24 094      | 55,34       |  |
|                | Jean Sylla                    | PCF                | 10 641       | 23,66        | 19 445      | 44,66       |  |
|                | Pierre Bracque                | MRG (UGSD)         | 8 670        | 19,28        | Retrait     | Retrait     |  |
|                | Michel Gorin                  | Divers droite (MR) | 7 665        | 17,04        | Retrait     | Retrait     |  |
|                |                               |                    |              |              |             |             |  |
| Inscrits       | Inscrits                      | Inscrits           | 53 681       | 100,00       | 53 651      | 100,00      |  |
| Abstentions    | Abstentions                   | Abstentions        | 7 684        | 14,31        | 7 926       | 14,77       |  |
| Votants        | Votants                       | Votants            | 45 997       | 85,69        | 45 725      | 85,23       |  |
| Blancs et nuls | Blancs et nuls                | Blancs et nuls     | 1 024        | 2,23         | 2 186       | 4,78        |  |
| Exprimés       | Exprimés                      | Exprimés           | 44 973       | 97,77        | 43 539      | 95,22       |  |